# Гхошал, Шрея
Шрея Гхошал (англ. Shreya Ghoshal; хинди श्रेया घोषाल; бенг.  শ্রেয়া ঘোষাল) род. 12 марта 1984 года,  Муршидабад, Индия) — индийская закадровая певица. Является одной из популярных певиц в индийской музыкальной индустрии.

## Биография
Шрея родилась 12 марта 1984 года в городе Муршидабад, Западная Бенгалия, но выросла в Раватбхате, маленьком городке недалеко от города Кота, штат Раджастхан. Её отец, Бишваджит Гхошал, инженер-электрик, работал в индийской корпорации по атомной энергии, её мать, Сармистха Гхошал, аспирант по литературе. У неё есть младший брат, Сумьядип Гхошал. В четыре года она начала изучать музыку
.
Шрея закончила Центральную школу по атомной энергии в Раватбхате, окончив 8 классов. В 1995 году она стала победителем Всеиндийского конкурса вокальной музыки в Нью-Дели, организованного Sangam Kala Group, в группе Light Vocal среди младших участников. В 1997 году, когда её отца перевели в Центр атомных исследований им. Бхабхи, она переехала вместе с семьёй в Мумбаи и училась в Центральной школе по атомной энергии в Анушакти Нагар. Также она поступила в колледж атомной энергии для изучения естественных наук, но ушла и поступила в Колледж искусств, науки и коммерции SIES в Мумбаи, где она изучала искусство, изучая английский язык в качестве специалиста.
Её мать обычно помогала ей в репетициях и сопровождала её в Танпуре, начиная в основном с песен на бенгальском. В шесть лет Шрея начала своё официальное обучение классической музыке. В течение 18 месяцев она проходила обучение в школе Late Kalyanji Bhai и продолжила обучение классической музыке у Late Mukta Bhide в Мумбаи. Её первое сценическое выступление состоялось в ежегодном собрании клуба.
Первой записанной песней в карьере стала песня на маратхи Латы Мангешкар «Ganraj Rangi Nachato». Её первый альбом под названием Bendhechhi Beena, был выпущен в 1998 году и состоял из 14 композиций, которые являлись кавер-версиями бенгальских песен. Через год выпустила ещё два альбома O Tota Pakhi Re, Ekti Katha и ещё один Mukhor Porag в 2000 году.
В 2000 году, когда ей было шестнадцать, она участвовала и выиграла телевизионное музыкальное реалити-шоу Sa Re Ga Ma (ныне Sa Re Ga Ma Pa) на канале Zee TV, где начинающую певицу заметил режиссёр Санджай Лила Бхансали, который сидел в жюри в одном из эпизодов, посвященному национальному дню детей Sa Re Ga Ma. Его мать посмотрела телешоу и во время выступления Шреи, решил взять её на запись песни для следующего фильма, а именно «Девдас», в качестве голоса для героини Паро, которую сыграла Айшвария Рай. Шрея записала пять песен, в том числе первую песню «Bairi Piya» совместно с популярным в то время певцом Удит Нараян. Песня имела колоссальный успех, также как и все остальные песни из этого фильма. За их исполнение певицы получила множество наград, в том числе свою первую Filmfare Award за лучший женский закадровый вокал за песню «Dola Re» совместно с Кавитой Кришнамурти.
В 2012 году она записала песню для item-номера «Chikni Chameli», для фильма «Огненный путь», которая является кавер версией песни на маратхи «Kombdi Palali» из фильма Jatra, сделанной теми же композиторами Аджай-Атул. Позже, певица рассказала, что когда она спела эту песню, то почувствовала «что её не уместно» петь из-за вульгарных слов в тексте, и создатели должны изменить текст, но несмотря на это она получила множество номинации в сфере музыки.
В 2018 году выпустились песни, включая Ghoomar для фильма Падмавати (фильм), который выпустился за два месяца до премьеры фильма, песня имела мотивы народной музыки штата Раджастхана, за этотона получила ещё одну награду Filmfare Award, также выпустила песню Ek Do Teen для фильма Baaghi 2, по признанию которой является одной из любимых песен, но песня является кавер версией одноимённой песни из фильма Tezaab, но эта песня первоначально она записывала песню для фильма Desi Magic с Амишей Патель в главной роли, но фильм отложили на неопределенный срок, но несмотря на негативную критику на сам видеоклип, песня стала хитом.
Сейчас Шрея является одной из самых популярных певиц в стране и даёт концерты за рубежом для индийской диаспоры.

## Влияние
Одно из её ранних воспоминаний связанных с музыкой о том, как её мать пела классические песни на бенгальском в клубах, когда она была ребёнком. Шрея считает её мать своей первой учительницей и утверждает, что её мать – лучший критик.
Влияние на её творчество оказали Лата Мангешкар, К. С. Читра, Аша Бхосле, Гита Датт, Мохаммед Рафи, Кишор Кумар, Илайяраджа и Мукеш, а на исполнение песен в жанре газель — Джагджит Сингх.

## Личная жизнь
5 февраля 2015 года Шрея вышла замуж за своего друга детства Шиладитью Мухопадхьяйя по традиции бенгальских индуистов. До женитьбы она встречалась с ним почти 10 лет. По её словам, помимо того, что она певица, она любит путешествовать, читать книги и готовить, ведь кулинария оказывает на неё целебную силу.

## Фильмография
Хинди
- 2002 — «Девдас» — «Bairi Piya» (дуэт с Удитом Нараяном), «Silsila Ye Chahat Ka», «Chalak Chalak», «Morey Piya», «Dola Re Dola» (дуэт с Кавитой Кришнамурти)
- 2003 — «Тёмная сторона желания» — «Jaadu Hai Nasha Hai» (дуэт с Шааном), «Chalo Tumko Lekar»
- 2003 — «Братан Мунна: Продавец счастья»[англ.] — «Chann Chann»
- 2004 — «Я рядом с тобой!» — «Main Hoon Na», «Tumhe Jo Maine Dekha», «Gori Gori»
- 2005 — Vivah — «Mujhe Haq Hai», «Do Anjaane Ajnabi», «Milan Abhi Aadha Adhura Hai», «Hamari Shaadi Mein», «O Jiji» (дуэт с Памелой Джейн), «Savaiyaa» (Raadhey Krishn Ki Jyoti)
- 2005 — «Яд любви»[англ.] — «Agar Tum Mil Jao»
- 2005 — «Ангел любви»[англ.] — «Piyu Bole»
- 2006 — «Папа» — «Keh Raha Hai»
- 2006 — «Братан Мунна 2» — «Pal Pal Har Pal»
- 2006 — «Омкара» — «O Saathi Re»
- 2007 — «Крриш» — «Pyaar Ki Ek Kahani», «Koi Tumsa Nahin», «Big Band Mix», «Chori Chori Chupke Chupke»
- 2007 — «Гуру: Путь к успеху» — «Barso Re»
- 2007 — «Когда одной жизни мало» — «Main Agar Kahoon» (дуэт с Сону Нигам)
- 2007 — «Когда мы встретились» — «Yeh Ishq Hai»
- 2007 — «Возлюбленная» — «Masha-Allah», «Jaan-E-Jaan», «Sawar Gayi», «Thode Badmaash»
- 2007 — «Партнёр» — «Dupatta Tera Nau Rang Da»
- 2007 — «Всё будет хорошо» — «Ta Ra Rum Pum», «Ab Toh Forever»
- 2007 — «Здравствуй, любовь!» — «Salaam-E-Ishq»
- 2008 — «Эту пару создал Бог» — «Tujh Mein Rab Dikhta Hai»
- 2008 — «Близкие друзья» — «Khabar Nahi»
- 2008 — «Король Сингх»[англ.] — «Teri Ore»
- 2008 — «О Боже, ты велик!» — «Tumko Dekha»
- 2008 — «Наследники» — «Tu Meri Dost Hain»
- 2008 — «Гаджини» — «Kaise Mujhe», «Latoo»
- 2009 — «3 идиота» — «Zoobi Doobi» (дуэт с Сону Нигам)
- 2009 — «Жертва» — «Shukran Allah»
- 2009 — «Мистер и миссис Кханна» — «Don’t Say Alvida», «Tum Ne Socha Ye Kaise»
- 2009 — «Особо опасен» — «Dil Leke Darde Dil»
- 2009 — «Невероятная любовь» — «Kyun»
- 2010 — «Бесстрашный» — «Tere Mast Mast Do Nain», «Chori Kiya Re Jiya»
- 2010 — «Вир — герой народа» — «Salaam Aaya»
- 2010 — «Меня зовут Кхан» — «Noor e Khuda»
- 2010 — «Я ненавижу истории любви» — «Bahara»
- 2010 — «Я люблю тебя, мамочка!» — «Ankhon Mein Neendein», «Hamesha & Forever»
- 2011 — «Телохранитель»[англ.] — «Teri Meri»
- 2011 — Shor in the City — «Saibo»
- 2012 — «Пока я жив» — «Saans»
- 2012 — «Жил-был тигр» — «Mashallah»
- 2012 — «Огненный путь» — «Chikni Chameli»[18]
- 2012 — «Игроки» — «Dil Ye Bekarar Kyun Hai»
- 2012 — «Мятежники любви» — «Ishaqzaade», «Jhalla Wallah»
- 2012 — «Темная сторона желания 2» — «Abhi Abhi»
- 2013 — «Отважный» — «Naino Mein Sapna», «Taki Taki»
- 2013 — «Жизнь во имя любви 2»[англ.] — «Sunn Raha Hai»
- 2013 — «Рам и Лила» — «Nagada»
- 2013 — «Крриш 3» — «God Allah Aur Bhagwan»
- 2013 — «Атаки 26/11» — «Aatanki Aaye»
- 2014 — «С Новым годом!» — «Manwa Lage» (дуэт с Арджитом Сингх)
- 2014 — «Она улыбается, она в западне!» — «Drama Queen»
- 2014 — «Пикей» — «Nanga Punga Dost», «Chaar Kadam», «Love Is A Waste Of Time»
- 2015 — «Братья» — «Gaaya Jaa»
- 2015 — «Баджирао и Мастани» — «Deewani Mastani», Pinga
- 2017 — «Подруга наполовину»[англ.] — «Thodi der»
- 2017 — «Тигр жив» — «Daata Tu»
- 2018 — «Падмавати» — «Ghoomar»
- 2018 — Baaghi 2 — «Ek Do Teen»

Региональные
- 2003 — «Единственный» (тел.) — «Nuvvem Maya Chesavo Gaani», «Attarintiki Ninu Ethuku» (дуэт с Харихараном)
- 2010 — «Робот» (там.) — «Kadhal Anukkal» (дуэт с Виджай Пракаш)
- 2012 — «Анна Бонд» (канн.) — «Enendu Hesaridali» (дуэт с Сону Нигам)
- 2014 — «Кто он?» (тел.) — «Nee Jathaga»
- 2014 — «Наша семья» (тел.) — «Chinni Chinni Aasalu»
- 2016 — Sarrainodu (тел.) — «Blockbuster»
- 2016 — «Дикий» (мар.) — «Aatach Baya Ka Baavarla»
- 2017 — Mass Leader (канн.) — «Geleya Ennale»
- 2019 — Natasaarvabhowma (канн.) — «Yaaro Naanu